# John Voppen
John Voppen (Enschede, 1972) is een Nederlands bestuurder. 
Voppen heeft een studie Technisch management gevolgd aan de Universiteit Twente en heeft daarna als consultant gewerkt bij organisatieadviesbureau Accenture.
Sinds 2005 is hij werkzaam bij de Nederlandse spoorwegbeheerder ProRail. Hij was directeur financiën en van 2011 tot 2016 directeur verkeersleiding. Vanaf 2016 is hij lid van de Raad van Bestuur, eerst als operationeel directeur (COO). Met ingang van 1 december 2019 is hij president-directeur (CEO). Deze functie nam hij al waar sinds 1 september van dat jaar, na het vertrek van Pier Eringa.